# XXXV. Armeekorps (Wehrmacht)
Das XXXV. Armeekorps war ein Großverband der deutschen Wehrmacht, der während des Zweiten Weltkrieges am Mittelabschnitt der Ostfront eingesetzt war. Das Korps wurde im Zuge der sowjetischen Sommeroffensive 1944 durch die Rote Armee in Weißrussland zerschlagen.

## Geschichte

### Aufstellung
Am 15. Oktober 1939 wurde das Grenzschutz-Abschnittskommando 13 in Breslau als Höheres Kommando z.b.V. XXXV. umbenannt und kam am 19. Dezember 1939 nach Mazowiecki. Im September 1939 wurde das Generalkommando während des Polenfeldzuges als Gruppe Schenckendorff bezeichnet und blieb bis 1940 in Posen stationiert. Ab August 1940 übernahm das Kommando zusammen mit dem Höh. Kommando XXXIV. Sicherungsaufgaben im Generalgouvernement, unterstellt waren dabei die 209., 365., 372., 379. und die 393. Infanterie-Division. Ab 20. Januar 1942 wurde das Höhere Generalkommando in XXXV. Armeekorps umbenannt.

### 1941
Nach dem Start der Operation Barbarossa (22. Juni 19141) wurde das Höh. Kdo XXXV. der 4. Armee zugeteilt um bei der Kesselschlacht von Minsk eingesetzt zu werden. Ende August - nun der 2. Armee überstellt, erfolgte der Vorstoß über Bobruisk und Gomel, danach die südliche Schwenkung in Richtung auf Tschernigow und die Beteiligung an der Kesselschlacht von Kiew.
Beim Unternehmen Taifun deckte das Höhere Kommando XXXV den linken Flügel der 2. Armee und beteiligte sich anschließend mit der Panzergruppe 2 an der Schlacht um Moskau. Am 2. Oktober 1941 verfügte das Höh. Kdo. über die 1. Kavallerie-Division, die 95., 262., 293. und 296. Infanterie-Division. Das Korps hatte mit der 262. und 293. Infanterie-Division die Südflanke der auf Tula vorgehenden Panzergruppe 2 zu schützen und die Stadt Jefremow zu nehmen. Der Vormarsch führte über Orjol bis 17. November nach Nowosil. Die deutschen Truppen konnten noch am 22. November Jefremow und am 26. November Liwny besetzen. Anfang Dezember stand das Höhere Kommando XXXV. während der Schlacht um Tula im Raum Jefremow. Die Frontlinie verschob sich im Dezember 1941 infolge der Gegenoffensive der sowjetischen 3. Armee in der Jelezer Operation leicht nach Südwesten, wo die Front im Frühjahr 1942 im Raum östlich von Orjol zum Stehen kam.

### 1942
Das XXXV. Armeekorps wurde am 20. Januar 1942 im Mittelabschnitt der Ostfront aus dem Stab des Höheren Kommandos z.b.V. XXXV. gebildet. Das Korps war Teil der 2. Panzerarmee und wurde nordöstlich von Orjol eingesetzt.
Gliederung am 22. April 1942
- 262. Infanterie-Division
- 293. Infanterie-Division
- 3. Panzer-Division
- 29. Infanterie-Division (mot.)[2]

### 1943
Während der sowjetischen Dmitrijew-Sewsker Operation (25. Februar bis 28. März 1943) war das Generalkommando gezwungen, den rechten Flanke etwas zurückzunehmen und seinen Abschnitt nach Süden zu verlängern.
Zu Beginn des deutschen Unternehmen Zitadelle gegen den Frontvorsprung von Kursk am 5. Juli 1943 befand sich das XXXV. Armeekorps am rechten Flügel der 2. Panzerarmee östlich von Orjol und sicherte während der Kursker Schlacht den linken Flanke der 9. Armee.
Gliederung am 7. Juli 1943
- 299. Infanterie-Division, Generalmajor Ralph von Oriola
- 56. Infanterie-Division, Generalleutnant Otto-Joachim Lüdecke
- 262. Infanterie-Division, Generalleutnant Friedrich Karst
- 34. Infanterie-Division, Generalmajor Friedrich Hochbaum[3]

Am 12. Juli begann mit der Orjoler Operation die russische Gegenoffensive im Raum Orjol. Das am Sucha-Abschnitt eingesetzte Generalkommando hatte die Gefahr für die 56. Infanterie-Division und die 262. Infanterie-Division richtig eingeschätzt und ausreichende Vorkehrungen getroffen. Die sowjetische 61. und die 3. Armee hatten zusammen mit der 63. Armee nach Orjol anzugreifen. Durch das zwischen Mzensk und der Orscha angelegte tief gestaffelte Verteidigungssystem der 34., 56., 262. und 299. Infanterie-Division konnten die ersten sowjetischen Angriffe abgewiesen werden. Doch die russische Offensive konnte nach dem Eingreifen der 3. Garde-Panzerarmee nicht auf Dauer standgehalten werden. Mitte Juli erfolgte der Durchbruch der Truppen der Brjansker Front, das Korps musste auf den Optucha-Abschnitt zurückweichen.
Am 5. August ging Orjol an die sowjetische 63. Armee verloren und ab 18. August war bereits die neue Hagen-Stellung bedroht. Das Korps hielt eine Verteidigungsstellung südwestlich von Karatschew und wurde bis Mitte September in den Raum Brjansk, dann bis Anfang Oktober 1943 auf die Panther-Stellung zurückgedrängt. Das Korps zog sich über Altuchow nach Gomel (1. November) zurück und wurde schließlich bis nach Schlobin zurückgedrängt. Ende November 1943 stabilisierte sich die Front und hielt bis zum Einsetzen der sowjetischen Sommeroffensive im Juni 1944 stand.
Am 10. November 1943 begann die russische Offensive im Bereich Gomel, am 13. November gelang der Roten Armee südlich von Reschitza der Durchbruch durch die deutsche Front. Die russischen Verbände drangen auf dem Westufer des Dnjepr immer weiter nach Norden bis zur Einmündung der Beresina vor. Es gelang der 2. Armee nicht, diese Lücke zu schließen, so dass das auf ihrem Nordflügel stehende XXXV. Armeekorps abgespalten wurde. Es zog sich auf das Ostufer des Dnjepr zurück und versuchte, eine neue Frontlinie in der aufgerissenen rechten Flanke zu bilden. Das Korps kämpfte dann im Verband der 9. Armee und wurde in seiner exponierten Lage von zwei Seiten angegriffen, eine Aufgabe des Frontvorsprungs wurde aber durch Hitler verboten.
Am 24. November traf vom OKW die Genehmigung der Räumung des Frontvorsprungs bei Gomel ein, worauf sich die Truppen mit Masse auf den Dnjepr-Brückenkopf bei Rogatschew zurückzogen.
Gliederung am 26. Dezember 1943
- 299. Infanterie-Division
- 707. Infanterie-Division
- 36. Infanterie-Division (mot.)
- 383. Infanterie-Division
- 45. Infanterie-Division[4]

### 1944
Am 8. Januar 1944 startete die Rote Armee eine neue Offensive an der Naht zwischen der deutschen 2. Armee und der 9. Armee. Im Zuge dieser Abwehrkämpfe wurde das Korps auf den Raum südöstlich von Bobruisk zurückgedrängt, wo es bis zum Sommer 1944 verblieb.
Der Angriff der 1. Weißrussischen Front in der Operation Bagration bei Bobruisk begann erst am 24. Juni 1944, zwei Tage später als die Fronten im Norden und in der Mitte die Offensive begannen. Das Gelände, auf dem die sowjetische 3. und 48. Armee angriffen, war wenig geeignet für eine große mechanisierte Offensive, da es von zahlreichen großen Nebenflüssen des Dnjepr (Dubyssa, Olssa, Ola, Babruika und Bjeresina) durchzogen ist, welche die Ebene in ein sumpfiges Gebiet verwandeln.
Gliederung am 22. Juni 1944
- 134. Infanterie-Division, Generalleutnant Ernst Philipp
- 296. Infanterie-Division, Generalleutnant Arthur Kullmer
- 6. Infanterie-Division, Generalleutnant Hans-Walter Heyne
- 383. Infanterie-Division, Generalleutnant Edmund Hoffmeister
- 45. Infanterie-Division, Generalmajor Joachim Engel

Während die nördliche Gruppe Rokossowskis (3. und 48. Armee und 9. Panzerkorps) gegenüber dem XXXV. Armeekorps auf sumpfigen Boden operierte, konnte die südliche Gruppe (28. und 65. Armee) die Front des XXXXI. Panzerkorps durchbrechen und das 1. Panzerkorps unter General Panow die Stadt Ossipowitschi erreichen. Am 26. Juni schlossen sich die Truppen des 1. Garde-Panzerkorps und die Infanterie der 65. Armee von Südwesten kommend der 3. Armee und dem 9. Panzerkorps an und umkreisten die Divisionen des XXXV. Korps bei Bobruisk. Die in Bobruisk eingeschlossenen deutschen Truppen leisteten drei Tage Widerstand gegen die Angriffe der sowjetischen 3., 48. und die dem Süden angreifenden 65. Armee. Das abgeschnittene XXXV. A.K. bereitete den Durchbruch nach Norden vor, um sich mit der zum Gegenangriff formierten 20. Panzer-Division zu verbinden. Dieser Versuch schlug am Abend des 27. Juni im Allgemeinen fehl, der Kessel wurde von der Roten Armee gespalten, die jeweils am westlichen und östlichen Ufer der Beresina lagen. Die Soldaten im kleineren Kessel am Ostufer ergaben sich am 28. Juni gegen 13:00 Uhr. Generalleutnant von Lützow, autorisierte selbstständige Ausbruchsversuche aus dem Kessel am westlichen Ufer. Am 27. Juni begann der sowjetische Angriff auf Bobruisk. Am Abend des 28. Juni unternahmen die Reste der Garnison einen letzten Ausbruchsversuch, wobei 3.500 Verwundete in der Stadt zurückbleiben sollten. Die deutsche 9. Armee hatte hier etwa 18.000 Tote und Verwundete sowie 16.000 Gefangene zu beklagen. Die in Bobruisk verbliebenen deutschen Truppen stellten am 29. Juni um 10 Uhr den Widerstand ein. Am 21. August 1944 wurde das XXXV. A.K. offiziell aufgelöst, das gerettete Generalkommando wurde zur Bildung des XIII. SS-Armeekorps in die Waffen-SS überführt.

## Führung
Kommandierende Generale
- General der Infanterie Max von Schenckendorff, 15. Oktober 1939 – 1. April 1941
- General der Kavallerie Rudolf Koch-Erpach, 1. April – 1. Mai 1941
- General der Artillerie Rudolf Kämpfe, 1. Mai 1941 – 19. Juli 1942
- Generalleutnant Edgar Theisen, 19. Juli 1942 – 13. August 1942 m.st.F.b.
- General der Artillerie Rudolf Kämpfe, 13. August 1942 – 31. Oktober 1942
- Generaloberst Lothar Rendulic, 1. November 1942 – 5. August 1943
- General der Infanterie Friedrich Wiese, 5. August 1943 – 25. Juni 1944
- Generalleutnant Kurt-Jürgen von Lützow, 25. Juni – 30. Juli 1944 (nach Gefangennahme Mitglied des Nationalkomitee Freies Deutschland)[5]